# Нёшато (округ, Бельгия)
Административный округ Нёшато — один из пяти округов провинции Бельгии Люксембург, регион Валлония. Площадь округа — 1354,57 км², население — 60 368 человек (2011 год).

## География
Округ находится на западе и в центре провинции Люксембург Бельгии, на юго-западе граничит с Францией, на востоке и северо-западе с округом Динан провинции Намюр.

## Коммуны округа
| Коммуна          | Французское название | Население, чел. (2013) | Площадь, км² |
| ---------------- | -------------------- | ---------------------- | ------------ |
| Бертри           | Bertrix              | 8507                   | 137,70       |
| Буйон            | Bouillon             | 5426                   | 149,09       |
| Веллен           | Wellin               | 3000                   | 67,52        |
| Давердис         | Daverdisse           | 1405                   | 56,40        |
| Леглиз           | Léglise              | 4824                   | 172,92       |
| Либен            | Libin                | 4911                   | 139,72       |
| Либрамон-Шевиньи | Libramont-Chevigny   | 10 602                 | 177,86       |
| Нёшато           | Neufchâteau          | 7284                   | 113,79       |
| Пализёль         | Paliseul             | 5215                   | 112,96       |
| Сент-Юбер        | Saint-Hubert         | 5652                   | 111,16       |
| Теллен           | Tellin               | 2488                   | 56,64        |
| Эрбёмон          | Herbeumont           | 2010                   | 58,81        |

## Население
На 2011 году в округе проживало 60 368 человек, из них 11,475 % младше 14 лет, 11,475 % — от 15 до 29 лет, 11,898 % — от 30 до 44, 12,284 % — от 45 до 59 лет, 13,236 % старше 60. Домашних хозяйств — 24 556.
| Население округа в XIX—XXI веках |
| -------------------------------- |
|                                  |